# The Work, Wealth and Happiness of Mankind
The Work, Wealth and Happiness of Mankind (littéralement : Travail, prospérité et bonheur de l'humanité) est un essai non traduit en français de HG Wells paru en 1932 chez l'éditeur londonien Heinemann Ltd. Il s'agit du troisième et dernier  volet  d'une trilogie dont les premiers volumes étaient The Outline of History (en) (1919-1920), traduit en français sous le titre Esquisse de l'histoire universelle et The Science of Life (en) (1929).

## Genèse et réception

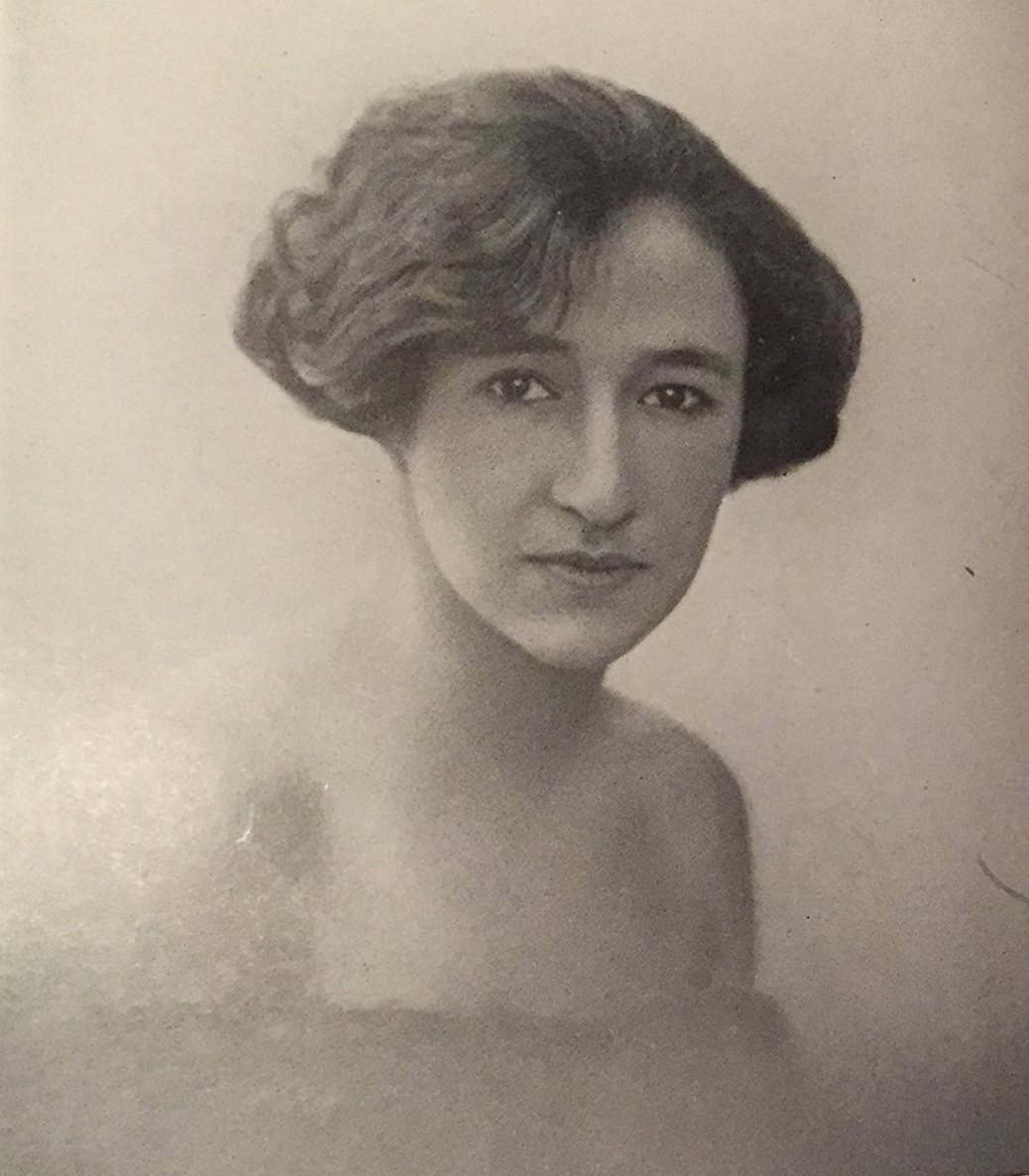
Odette Keun en 1923, un an avant le début de sa liaison avec H. G. Wells.

Wells conçoit cette trilogie comme « un vaste survol de l'histoire, de la biologie et des conditions existantes ». Wells considérait cette dernière partie voulue comme une  « image sans précédent de toute l'humanité d'aujourd'hui » et de ses activités dans toute leur diversité, comme son « œuvre la moins achevée [...] parce que la plus neuve ». Il espérait que les volumes joueraient un rôle dans sa « conspiration au grand jour » pour établir un gouvernement mondial progressiste dont il se faisait le héraut depuis le milieu des années 1920.
Wells a eu de grandes difficultés à élaborer un livre complet traitant de la vie économique mondiale d'un point de vue psychologique. The Work, Wealth and Happiness of Mankind a eu plus d'une douzaine de titres provisoires, comme par exemple The Anatomy of Money (L'anatomie de la monnaie). Comme à l'occasion de la rédaction de Science of Life, Wells recrute des rédacteurs pour le seconder. En 1928 Hugh P. Vowles et Edmund Cressey acceptent de collaborer avec lui, mais le travail de Vowles ne donne pas satisfaction et une âpre querelle s'ensuit dans laquelle la Société des auteurs (Society of Authors) intervient à la grande déception de Wells. Au début de 1929, il surmonte son découragement et reprend l'écriture de son livre, avec cette fois l'aide d' Amber Reeves pour les sections sur la monnaie et l'économie et d'Alexander Carr-Saunders pour la démographie. Odette Keun, avec qui Wells entretient une liaison de 1924 à 1933, est la rédactrice en chef de l'ouvrage. Graham Wallas est aussi d'une aide appréciable.
The Work, Wealth and Happiness of Mankind est un succès de librairie (17 000 exemplaires vendus en Angleterre rien que le premier mois). Mais la Grande Dépression en freine les ventes et l'utopisme optimiste de Wells semble dépassé et naïf à une grande partie du public dans le climat politique de plus en plus violent des années 1930.

## Organisation du texte

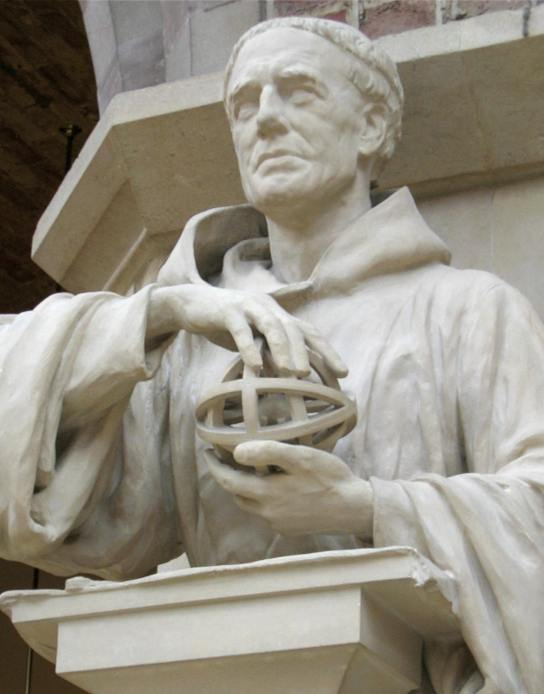
Roger Bacon (1214-1294), père de la méthode scientifique et précurseur des encyclopédistes selon Wells.

The Work, World and Happiness of Mankind se compose de seize chapitres faisant suite à une introduction expliquant la conception de l'ouvrage. Le développement historique de la maîtrise humaine sur la matière et l'énergie occupe les chapitres 1 à 3. Le chapitre 4 porte sur l'agriculture, le chapitre 5 sur l'habillement et le logement. Le chapitre 6 décrit la répartition des biens et le chapitre 7 l'organisation du travail. Le chapitre 8 propose une analyse originale de la psychologie du travail. Les chapitres 9 et 10 analysent la monnaie, la finance et les inégalités économiques. Le chapitre 11 est consacré au rôle social et économique des femmes. Le chapitre 12 décrit le gouvernement et l'armée. Le chapitre 13 aborde le problème des races, rejetant la ségrégation, le racisme et l'eugénisme. Le chapitre 14 traite du sport, de l'art et du divertissement. Le chapitre 15 analyse les problèmes de religion, d'éducation et de discipline sociale. Le chapitre 16 traite des perspectives d'avenir de l'humanité.
Deux personnalités historiques font l'objet d'éloges au début et la fin du livre car pour Wells ils sont reliés de manière fondamentale à son projet : Roger Bacon, précurseur des Lumières et Denis Diderot, le premier auteur à avoir envisagé les possibilités des encyclopédies modernes[réf. nécessaire].

## Thèmes généraux

### L'économie est fondée sur la biologie et la psychologie
Les humains sont des « animaux économiques » parce qu'ils préparent et conservent la nourriture de manière sociale. Ce développement important s'est produit au pléistocène, lorsque l'homme est « devenu très rapidement en effet une espèce sans précédent ». Pour Wells, l'adaptation de l'« instrument très imparfait » qu'est l'esprit humain aux possibilités nouvelles et en développement est l'essence même du problème économique de l'humanité.

### L'entreprise humaine fondamentale est la satisafaction des besoins individuels
Wells approuve le concept Jungien de persona et considère celle-ci comme accessible à l'éducation. « Sous les processus matériels de l'économie se trouve l'idée sociale ; sa force motrice est la volonté. Plus l'idée est claire, mieux la volonté est organisée chez chaque individu de notre espèce, plus le fonctionnement de la fourmilière humaine est plein d'espoir et de succès ».
Wells avance l'existence de trois types fondamentaux de persona qui diffèrent à bien des égards, en particulier par leur attitude envers la propriété : (1) le paysan ; (2) le nomade; (3) le prêtre. Le premier type est avide, tenace et conservateur ; le second est rapace et consomme ; le troisième professe être plus ou moins éloigné de la possession et du gain et poursuivre le service de la communauté pour une satisfaction d'un type tout à fait différent. Wells traite avec sérieux la proposition de Frederick Soddy, lauréat du prix Nobel de chimie en 1921, selon laquelle le « manipulateur d'argent » pourrait être un nouveau type dont le principal plaisir est la domination et l'oppression par le biais d'un gain relatif, mais conclut que s'il en est ainsi, la conception qui imprègne ce livre... n'est pas fondée. et "[il] n'y a rien pour ça mais . . . une guerre de classe contre les riches et les capables. . . et recommencer sur un autre plan de terrain, avec ce qu'il nous reste d'espoir, au milieu des ruines.".

### L'incompétence des institutions politiques contemporaines
Le traitement que fait Wells des institutions politiques contemporaines est agressif et satirique, mais il attribue leurs défauts à leur besoin de tenir compte de l'héritage biologique dont les êtres humains sont dépositaires pour résoudre le problème de ce qu'il appelle « l'assentiment » (assent) ou la légitimation.

### L'importance de l'éducation
L'espoir que Wells nourrit pour l'avenir de l'Homme réside principalement dans son éducabilité. « Chaque être humain est dans une certaine mesure une créature éducable ». Le rôle social de la religion a été dans une large mesure éducatif ; de plus, « [l]'éducation a été le dernier domaine de l'activité intellectuelle à échapper au contrôle religieux, dont elle ne s'est libérée qu'imparfaitement et de façon encore douteuse ». Wells a des doutes sur le rôle joué par les universités, attachées qu'elles sont aux institutions religieuses et aux intérêts fortunés. Mais il a de grands espoirs pour l'éducation extra-scolaire, y compris les journaux, la littérature et les encyclopédies. A terme, il espère « une refonte des écoles [du monde] pour répondre aux besoins d'une nouvelle éducation », aidée ou contrôlée par « un gouvernement mondial ».

## Traductions
Le livre a été traduit en allemand en 1932, sous le titre Arbeit, Wohlstand und das Glück der Menschheit par Helene Maria Reiff. En revanche, aucune traduction en français n'en a été publiée.

## Éditions
- (en) H. G. Wells, The Work, Wealth and Happiness of Mankind, Londres, William Heinemann, 1932, 850 p.